# Liste der Kulturdenkmäler in Brücken (Pfalz)
In der Liste der Kulturdenkmäler in Brücken (Pfalz) sind alle Kulturdenkmäler der rheinland-pfälzischen Ortsgemeinde Brücken (Pfalz) aufgeführt. Grundlage ist die Denkmalliste des Landes Rheinland-Pfalz (Stand: 6. September 2022).

## Einzeldenkmäler
| Bezeichnung                            | Lage                        | Baujahr         | Beschreibung | Bild            |
| -------------------------------------- | --------------------------- | --------------- | --- | --------------- |
| Quereinhaus                            | Bergstraße 2 Lage           | vor 1841        | Quereinhaus, Aufstockung 1841, Stallanlagen aus der zweiten Hälfte des 19. Jahrhunderts                                                             | BW              |
| Wegekreuz                              | Glanstraße, bei Nr. 16 Lage | 19. Jahrhundert | Wegekreuz; Postament und Kreuz aus Gelbsandstein, Korpus Gussmetall, 19. Jahrhundert                                                                | Fotos hochladen |
| Quereinhaus                            | Glanstraße 24 Lage          | 1911            | Quereinhaus über hohem Keller, 1911; Stuckdecken | BW              |
| Rathaus                                | Hauptstraße 26 Lage         | 1903            | ehemalige katholische Schule; späthistoristischer Walmdachbau, Giebelrisalit, 1903, Architekt Bezirksbaumeister Löhner, Homburg; straßenbildprägend | BW              |
| Katholische Pfarrkirche St. Laurentius | Hauptstraße 63b Lage        | 1953–55         | großvolumiges Hauptschiff mit Walmdach, niedrige Seitenschiffe, Glockenturm, 1953–55, Architekt Wilhelm Schulte II.                                 | Fotos hochladen |